# Guigba
Guigba (em árabe: قيقبة) é uma cidade localizada na província de Batna, no noroeste da Argélia. Sua população era de 10 225 habitantes, em 2008.